# ريفاز غوتسيريدز
ريفاز غوتسيريدز هو لاعب كرة قدم ومدرب كرة قدم جورجي في مركز الهجوم، ولد في 17 يناير 1981 في تبليسي في جورجيا. شارك مع منتخب جورجيا لكرة القدم. أما مع النوادي، فقد لعب مع توربيدو كوتيسي وفالدهوف مانهايم ونادي تسخينفالي ونادي تشيخورا ساتشخيره ونادي دينامو تبليسي ونادي سيوني بولنيسي ونادي ميتالورغي روستافي وويت جورجيا.

## وصلات خارجية
- ريفاز غوتسيريدز على موقع الاتحاد الدولي (مؤرشف)  (الإنجليزية)
- ريفاز غوتسيريدز على موقع الاتحاد الأوربي (الإنجليزية)
- ريفاز غوتسيريدز على موقع قاعدة بيانات كرة القدم.إي يو (الإنجليزية)
- ريفاز غوتسيريدز على موقع ناشيونال فوتبول تيمز (الإنجليزية)
- ريفاز غوتسيريدز على موقع Soccerway.com (الإنجليزية)